# Factor X (programa de televisión estadounidense)
El Factor X es un talent show estadounidense que es emitido por la cadena de televisión Mundo FOX a partir del 29 de julio de 2013. Este formato consiste en elegir entre un grupo de concursantes (niños) a aquellos que destaquen por sus cualidades vocales sin que su imagen influya en la decisión del jurado. Es conducido por Alfonso de Anda.

## Formato
El formato utilizado está basado en la idea original de Simon Cowell, pero en la versión infantil del programa consta de cuatro jurados conocedores del ambiente musical y artístico, quienes además realizan el entrenamiento de los participantes junto a artistas invitados. Este grupo de jueces elegirán en conjunto con el voto popular a un ganador, el cual puede corresponder a niños de 8 a 11 años, niñas de 12 a 15 años, niños de 12 a 15 años o grupos. El ganador conseguirá un contrato con un sello discográfico para grabar y producir su álbum debut, además de la obtención de un premio en dinero. 
Estos son los cinco escenarios de la competencia de El Factor X:
- Escenario 1: Audición para los productores (en esta audición se decide quien canta en frente de los jueces)
- Escenario 2: Audición para los jueces
- Escenario 3: Talleres
- Escenario 4: Casa de los jueces
- Escenario 5: Presentaciones en vivo (finales)

## Resumen
Temporada 1
     Niñas 12-15 años
     Niños 12-15 años
     Niños 8-11 años
     Grupos
| Temp. | Inicio              | Fin                     | Ganador            | Segundo      | Tercero       | Mentor ganador | Presentador     | Jurado                             |
| ----- | ------------------- | ----------------------- | ------------------ | ------------ | ------------- | -------------- | --------------- | ---------------------------------- |
| 1     | 29 de julio de 2013 | 6 de septiembre de 2013 | Los Tres Charritos | Rafael Pérez | Viviana Valls | Nacho          | Alfonso de Anda | Angélica María Belinda Chino Nacho |

## Categorías
En cada temporada, a cada juez se le adjudica una categoría para ser mentor y elegir sus cinco concursantes para poder desarrollarse y presentarse en las galas en vivo. Este cuadro muestra, cada temporada con los jueces y las diferentes categorías, además de los actos que ellos llevaron a las galas en vivo.
     – Juez/Categoría ganadora. Ganador y concursantes eliminados.
| Temporada | Angélica María                                                                          | Belinda                                                                                  | Chino                                                                                         | Nacho                                                                |
| --------- | --------------------------------------------------------------------------------------- | ---------------------------------------------------------------------------------------- | --------------------------------------------------------------------------------------------- | -------------------------------------------------------------------- |
| 1         | Niños 8-11 años Aurora Jablon Angélica Álvarez Amanda Novo Katty García Jonael Santiago | Niñas 12-15 años Viviana Valls Gabriel Montañez Mariana López Celina Mora Brisila Barros | Niños 12-15 años Rafael Pérez Alejandro Quintero Ryan Postalatin Abdiel Gómez Paquito Herrera | Grupos Los Tres Charritos Give Me Five Los González Bandivas Desafío |

## Temporada: 2013
Se estrenó el 29 de julio de 2013. El 6 de septiembre de 2013, el grupo Los Tres Charritos se alzaron con el primer lugar de la competencia, convirtiendo a Nacho en el primer entrenador ganador de la historia del programa.